# Planchonella foxworthyi
Planchonella foxworthyi là một loài thực vật có hoa trong họ Hồng xiêm. Loài này được (Elmer) H.J.Lam miêu tả khoa học đầu tiên năm 1940.